# Philophyllia ingens
Philophyllia ingens är en insektsart som beskrevs av Morgan Hebard 1933. Philophyllia ingens ingår i släktet Philophyllia och familjen vårtbitare. Inga underarter finns listade i Catalogue of Life.